# 19 (зупинний пункт)
№ 19 (Зупинний пункт № 19) — пасажирський залізничний зупинний пункт Лиманської дирекції Донецької залізниці на лінії Чаплине — Покровськ.
Розташований між с. Василівка та Миколаївка, Синельниківський район, Дніпропетровської області, між станціями Межова (16 км) та Демурине (6 км).
На платформі зупиняються приміські електропоїзди.